# Villa Contarini (Este)
Villa Contarini degli Scrigni, detta Vigna Contarena, è una villa veneta costruita su progetto di Vincenzo Scamozzi e situata nella cittadina di Este in provincia di Padova.
Il nome "Vigna" pare sia dovuto al fatto che, in origine, la villa aveva un bel parco ad alberi da frutta e viti, ma soprattutto che fosse destinata dalla nobile famiglia Contarini alle feste in occasione della vendemmia.
A differenza della villa di Piazzola sul Brenta, destinata agli incontri ufficiali con le delegazioni nazionali ed internazionali, la destinazione di Vigna Contarena era prettamente intima, privata, dedicata ai Contarini e ai loro amici più stretti.
La posizione, sulle primissime pendici meridionali dei Colli Euganei, si situa là dove il declivio del colle va a confondersi con la pianura, e la Vigna Contarena si staglia fra gli alberi secolari del parco ben nascosta dall'esterno.
Fu fatta costruire nel Seicento da Giorgio Contarini, senatore della Repubblica Veneta, del ramo di S. Trovaso "degli Scrigni", e riproduce la tendenza dei veneziani a dare maggiore importanza al piano nobile che al pian terreno, destinato alle mercanzie e ai mezzi.
Il piano nobile ha tutte le stanze che danno sulla facciata, a mezzogiorno, per poter fruire il più possibile del calore solare, anche ad autunno avanzato. A tergo delle stanze, la lunga galleria che le disobbliga fungeva da salone da ballo, quando numerosi arrivavano gli ospiti per partecipare alle gioiose feste della vendemmia, alle cacce a cavallo e alle escursioni sui Colli.
Dalla testata ovest del salone si accede ad un interessante angolo di giardino chiuso da un'alta mura fatta di elementi di cotto traforato, quasi una grata, costituendo un insieme di ispirazione moresca. Voluto nel '700 da Marco Contarini al suo ritorno dall'Oriente, è conosciuto come orto segreto, elemento originalissimo della villa e raro esempio di giardino all'italiana.
L'ala di levante della villa è finemente affrescata da un allievo della scuola di Giulio Romano, con raffigurazioni di carattere mitologico. Al centro del soffitto della festosa galleria appare il monogramma di Giorgio Contarini. Risale al '700 anche l'ampio scalone a due rampe posto sulla facciata per l'accesso al piano nobile.
Dal 1964 la Vigna Contarena è sottoposta a regime di vincolo della Sovraintendenza alle Belle Arti, in quanto costruzione di particolare pregio storico e artistico.

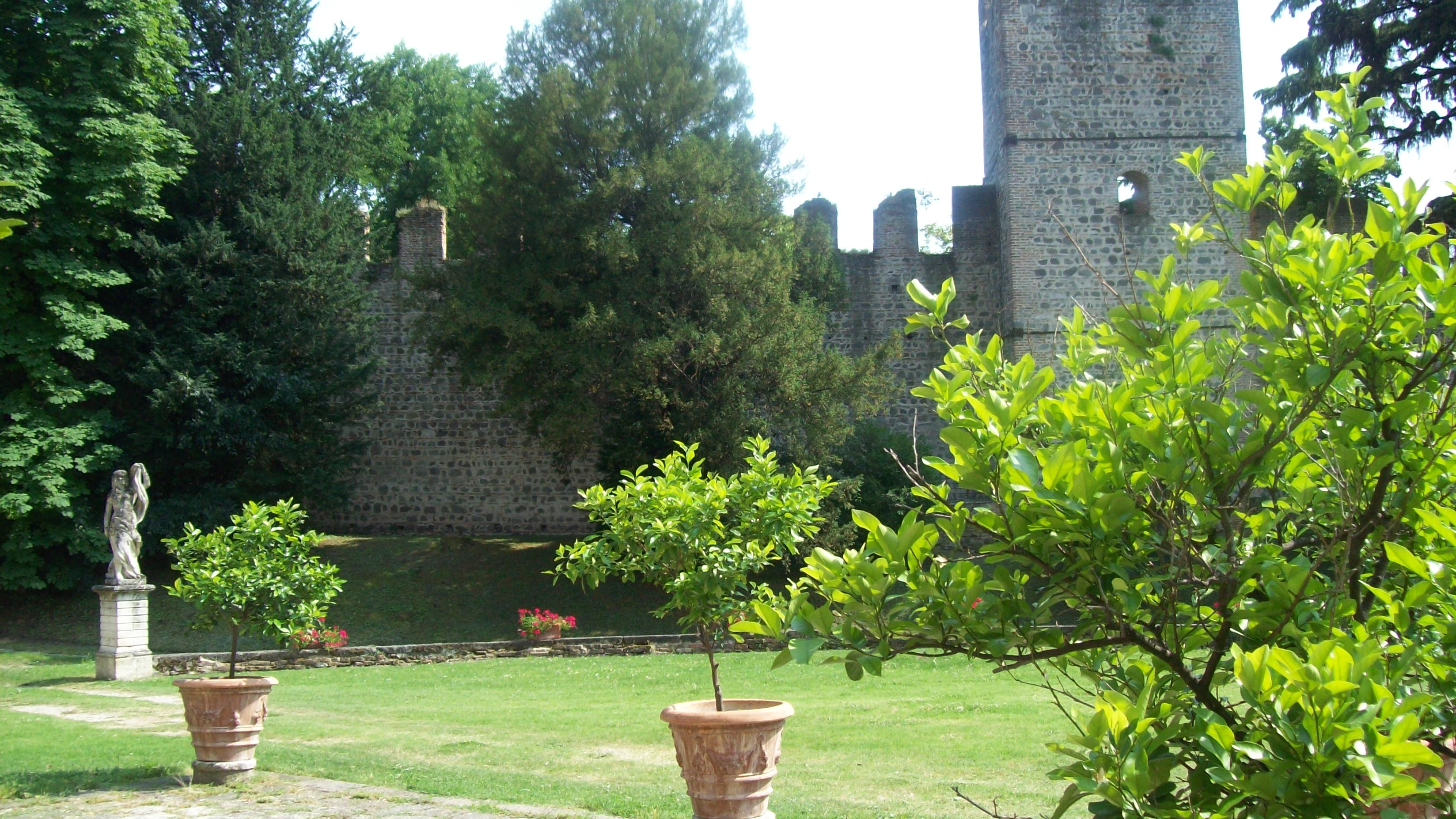
Il patio

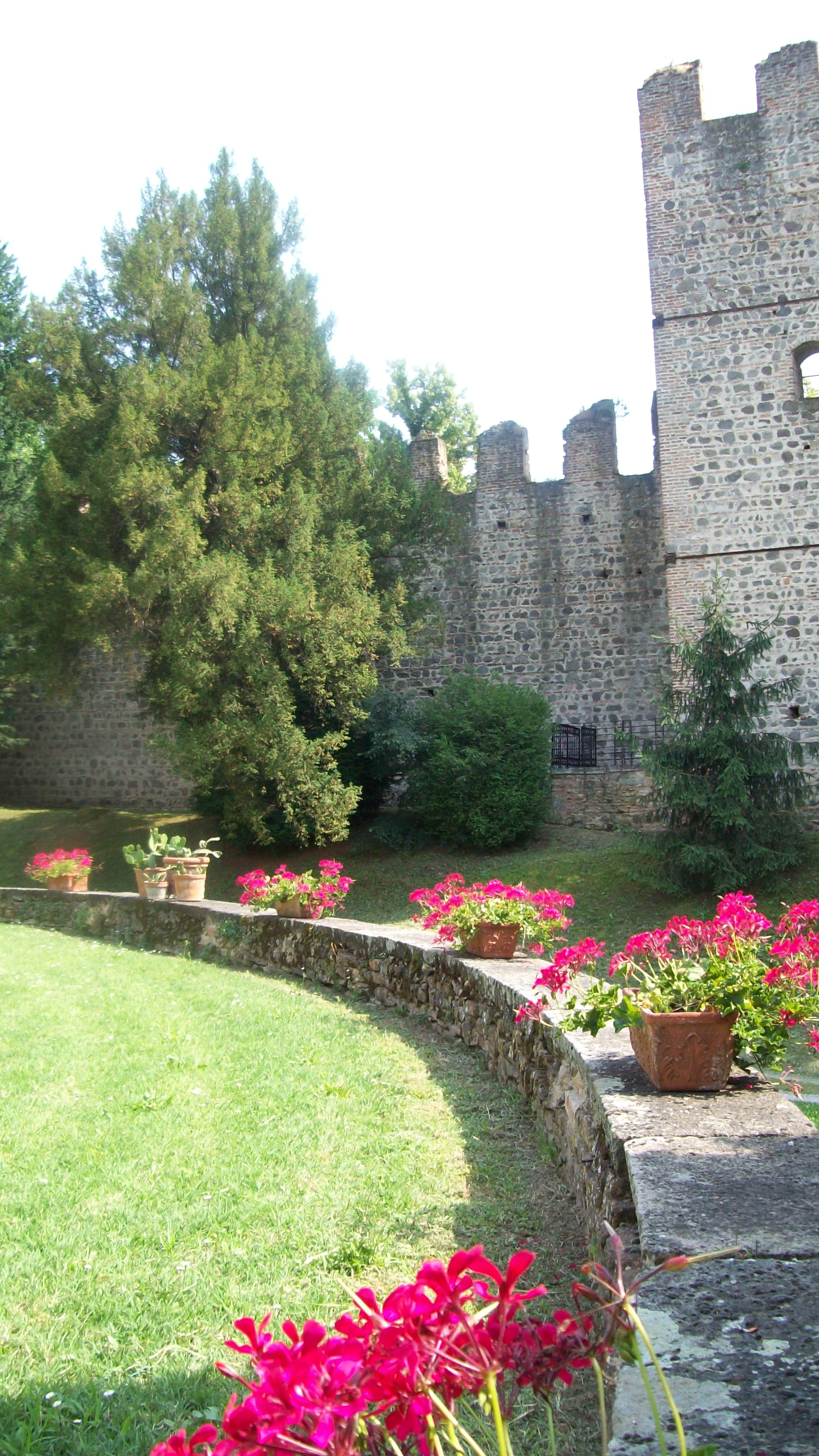
Il patio

## Storia
L'ingresso principale si trova accanto alla torre angolare ovest del Castello Carrarese. Di qui parte il viale che, costeggiando la cinta muraria, attraversa in salita il parco e conduce alla villa. L'ingresso pedonale, chiuso da un cancelletto, si trova invece sulla pittoresca via dei Cappuccini, inizio dell'antica strada in ciottoli che collegava Este alle fortificazioni del monte Castello, nonché interessante sentiero storico-naturalistico che, dal Duomo di Este, risale la collina fino al paesino di Calaone.
Oggi la villa si trova in un contesto a tutti gli effetti urbano ma, essendo racchiusa dal giardino in una cesura appartata, mantiene inalterato il fascino di un luogo dove il tempo sembra essersi fermato.

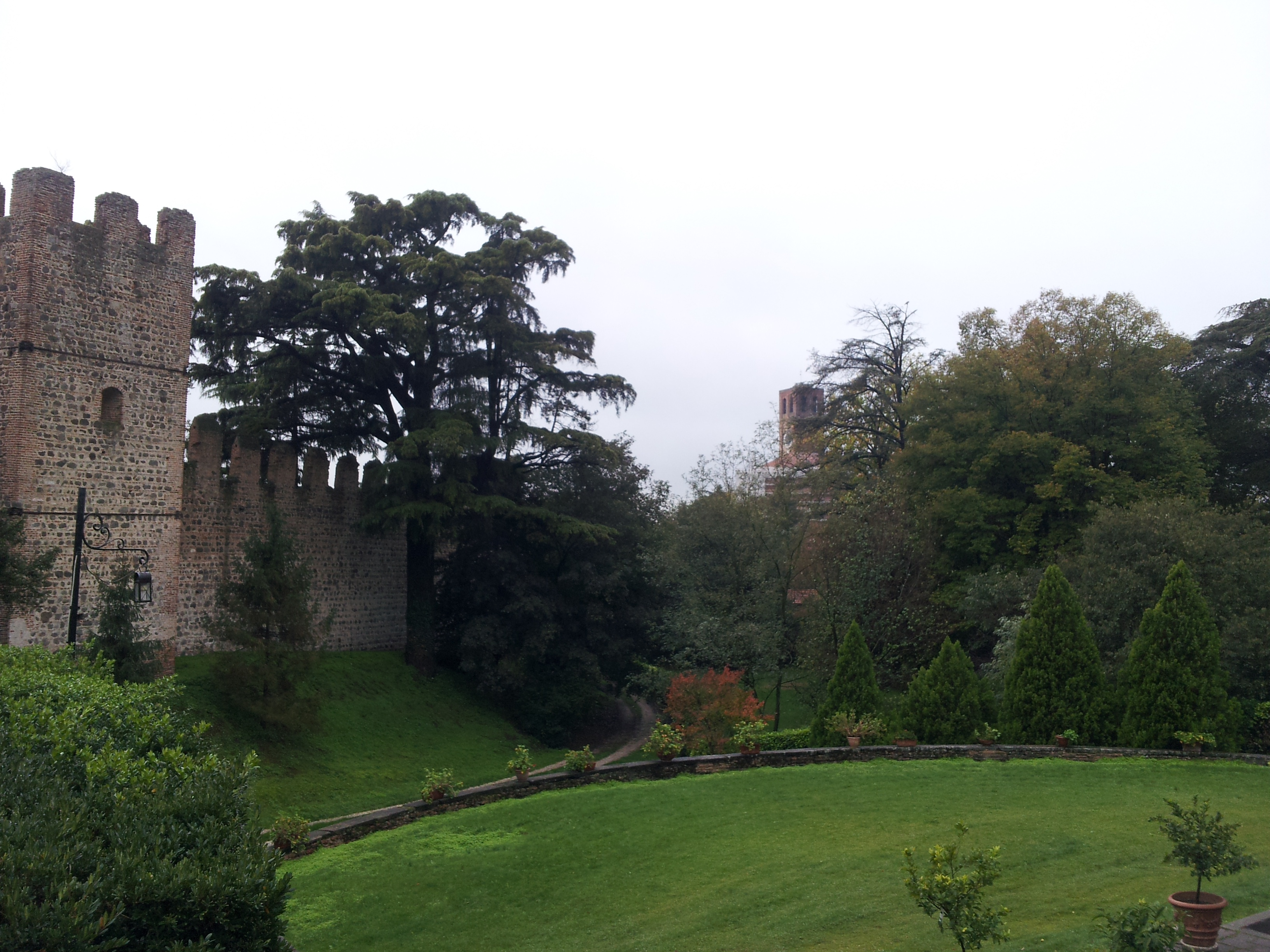
Vista del Duomo dalla serra

L'apparentemente modesta casa di caccia riportata nella pianta di Este di Michele Lonigo Estense fu modificata e ampliata per volere del senatore Giorgio Contarini (1584-1660) che, secondo lo storico padovano Orsato, avrebbe ordinato i lavori nel primo decennio del 1600. I meravigliosi affreschi a "grottesca" del nucleo originario fanno pensare che al momento dell'ampliamento questa parte della casa fosse già raffinatamente decorata, dato che il tema grottesco era in voga alla fine del XV secolo, in seguito all'accidentale scoperta, a Roma, della Domus Aurea.
La giovane età di Giorgio Contarini al momento dell'inizio dei lavori fa pensare che l'opera debba essere stata avviata da un altro Contarini, probabilmente il padre, o forse addirittura il nonno. In ogni caso, uno di questi ultimi era personaggio di primissimo piano a Este per aver fatto costruire la Porta di San Francesco (1595), una delle vie d'accesso alla città. Sulla pendice ovest del nucleo originario fu realizzato quindi uno sbancamento e, con il materiale di risulta, costruito il grande patio che oggi fronteggia la villa. L'edificio originale venne allungato sul lato occidentale secondo canoni tardo-rinascimentali con stanze al pianterreno e al primo piano e delimitato lateralmente da due rialzi di terreno. Nella parte centrale, al piano terra, fu ricavato un androne di comunicazione tra i due gruppi di locali destinati ai servizi (e all'abitazione di parte della servitù) con la parte posteriore della villa, a ridosso del monte. Negli anni dopo il 1660, anno della morte di Giorgio Contarini, la villa ospitò, durante le visite pastorali, il cardinale Gregorio Barbarigo che evidentemente trovava nella villa, poco distante dal Duomo di Este, un'accoglienza degna del suo rango ecclesiastico e della famiglia patrizia da cui proveniva. Nel Settecento, staccata dal corpo principale di Vigna Contarena, fu fatta costruire una grande barchessa, destinata a ospitare le funzioni agricole connesse all'utilizzo della villa.
In questo periodo Antonio Angelieri, nelle Brevi Notizie del 1743, scrive: 
«...Su la stessa contrada (ai Cappuccini) v'è un picciol luogo della Casa Contarini, ma come egli è situato dentro una chiusura di mura, appena al di fuori appare; ma compensa questo difetto una tanta amenità e pulizia, ch'egli è degno di essere veduto…»

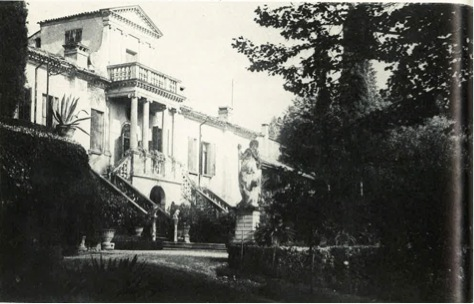
La villa negli anni '30

Nell'incisione di Este di Girolamo Franchini del 1775, la villa è rappresentata senza la scalinata e la loggia frontali, che pur dovevano essere già state aggiunte a quell'epoca. Si distinguono il corpo di fabbrica più antico e la recinzione dell'orto segreto. Più dettagliato è un altro disegno prospettico di Este risalente alla fine del Settecento, del quale si riporta un ingrandimento.

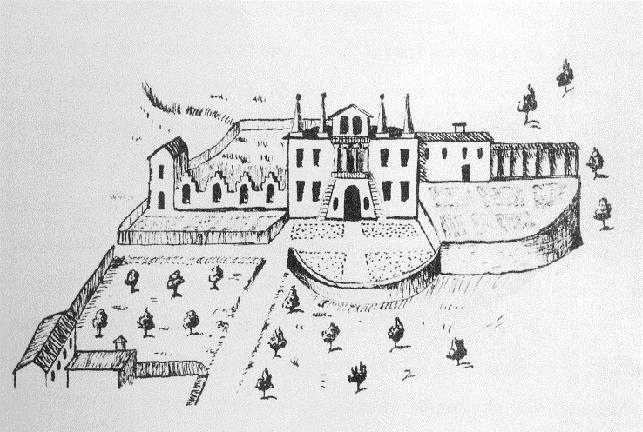
La villa e lorto segreto (stampa)

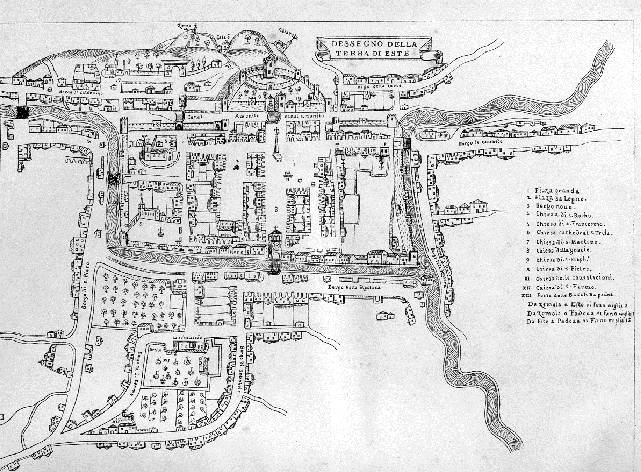
Este in una pianta del '700 (stampa)

Nel 1797, al tramonto della Serenissima Repubblica, lo sconvolgimento politico e sociale fu tale da interessare, seppure non subito, anche Vigna Contarena che, forse perché in una cesura appartata, sembra sia rimasta di proprietà Contarini anche dopo Napoleone.
Dopo il 1805 però, passato il potere politico nelle mani dell'Austria e spodestate le antiche casate venete, la villa passò di mano. Qualche scrittore estense afferma che fu venduta dal conte Girolamo Contarini al conte prussiano Haugwitz nel maggio di quell'anno. Lo stesso Haugwitz, invece, nella corrispondenza del 1827 per ottenere la propria sepoltura nel parco, afferma:
 
«...da circa sette anni … posseggo una casa con adiacenze sui colli nelle vicinanze di Este...» 
L'acquisto poteva risalire quindi al 1820-1821. Una tesi conciliativa potrebbe essere la seguente: il conte di Haugwitz potrebbe essere capitato in Este nel 1805 e aver preso dimora nella villa, che quasi certamente i Contarini non abitavano, rinchiusi come dovevano stare nelle abitazioni di Venezia. Maturati altri eventi dopo Waterloo e impossessatasi saldamente l'Austria del Lombardo-Veneto, il conte di Haugwitz poté forse acquistare la villa dal conte Girolamo Contarini. A quest'epoca, lo storico ottocentesco Gaetano Nuvolato, scrivendo la sua Storia di Este e del suo Territorio, accenna così:

«…Sul vicin colle del Castello vedesi il romantico edifizio di Contarini Porte de' Scrigni (poi del ministro di Prussia conte Haugwitz che vi è sepolto)...»
Alla morte del prussiano, la villa passò per testamento al suo segretario e factotum Giovanni Amedeo Tietze, oriundo di Germania. Il Tietze si fermò definitivamente in Este ed ebbe una figlia che si sposò con un Rovelli.
La proprietà di Vigna Contarena passò quindi ai Rovelli, dai quali l'acquistò l'ingegner Alfredo Gagliardo agli inizi degli anni Trenta.
Le vicende cittadine non toccarono quasi mai il quieto angolo all'ombra delle mura del castello. Soltanto nel 1944 i tedeschi requisirono la villa durante l'occupazione per preparare un posto confortevole al maresciallo Kesselring, il quale doveva visitare i lavori del vallo montano di difesa contro l'avanzata delle truppe anglo-americane. La visita non avvenne, e anche le trincee scavate alle pendici dei Colli Euganei rimasero, fortunatamente, inutilizzate.
Dal 1992, a seguito di divisioni ereditarie, la barchessa e una parte del parco sono stati scorporati dalla proprietà, e Vigna Contarena è passata a un nipote dell'ing. Gagliardo, prof. Alessandro Caporali e, successivamente, alla figlia Cecilia.

## Facciata
La facciata di Vigna Contarena è rivolta a mezzogiorno, verso le mura del castello e il centro della cittadina di Este.
La sua struttura si sviluppa principalmente su due livelli: il piano terra, il piano nobile e il sottotetto, ed è delimitata da due terrapieni su cui poggiano, al livello del piano nobile, il nucleo più antico della villa (a est) e il giardino recintato, detto "orto segreto" (a ovest).
Dal lastricato di trachite antistante alla villa, due scalinate in pietra convergono su un avancorpo centrale: questo elemento aggettante si sviluppa verticalmente su tre livelli e costituisce la principale caratteristica architettonica della facciata. Le scalinate conducono alla loggetta di accesso al piano nobile e, allo stesso tempo, incorniciano l'ingresso dell'androne al pianterreno. L'ingresso sul piazzale è, infatti, riparato da un volto che presenta ai lati due aperture ovali e due finestre protette da grate in ferro battuto. I lati della parte interna dell'ingresso sono decorati da figure ad acquerello. Questi motivi decorativi, sui toni caldi dell'arancio, facevano probabilmente da cornice a due porticine, una per lato, oggi murate. Al livello superiore, la loggetta centrale è delimitata da quattro grandi colonne con capitelli di ordine ionico: esse costituiscono un altro elemento architettonico che caratterizza marcatamente la facciata di Vigna Contarena. Anche se ora non ne rimane traccia, infine, pare che il soffitto della loggia fosse anticamente dipinto in azzurro. Le grandi colonne in pietra di Nanto poggiano su una balaustra abbellita a sua volta da cinque colonnine sagomate che richiamano quelle che sorreggono il corrimano delle scalinate e il parapetto della terrazza sovrastante. Salendo all'ultimo livello della villa, in corrispondenza con la linea di gronda, si trova, infatti, una piccola terrazza. Da qui si eleva la torre a lesene con timpano classico che conferisce ulteriore imponenza a Vigna Contarena. La torre è legata al tetto da due volute barocche con pura funzione decorativa. Il profilo della villa, così completato, si staglia contro la vegetazione di pini marittimi che svetta alle sue spalle. La parte della facciata che è esterna alle due scalinate presenta caratteristiche decorative e architettoniche simmetriche rispetto alle entrate centrali. Partendo dall'alto, immediatamente sotto la sporgenza del tetto, si nota una sequenza di mattoni sagomati a rilievo, distanziati l'uno dall'altro di circa 30 cm. Questa sequenza continua sul bordo del terrazzino sopra la loggia ed è presente anche sul timpano della sovrastante torre a lesene. Sotto questa decorazione a rilievo si nota un fregio dell'altezza di circa 70 cm rappresentante una fascia monocroma a putti e motivi floreali che percorre tutta la lunghezza della facciata, ad eccezione della parte corrispondente alla loggia. Proseguendo verso il basso, la facciata del piano nobile è di marmorino bianco e le grandi finestre sono riccamente decorate da affreschi con un effetto trompe l'oeil. Ciascuna di esse riporta sul lato superiore il disegno di due cornici inclinate sulle quali poggiano due figure umane e, tra di loro, una composizione floreale. Sul lato inferiore, figure mitologiche sono rappresentate nell'atto di sorreggere il davanzale. Il motivo e i colori di queste figure richiamano il fregio sovrastante. Ai lati di ciascuna finestra vi erano degli affreschi rappresentanti festoni floreali che purtroppo il tempo ha reso illeggibili, ma che sono visibili in alcune foto storiche.
La parte inferiore della facciata, corrispondente al piano terra, presenta invece un motivo decorativo di tipo geometrico. Riquadri delle dimensioni di circa 56x25 cm erano dipinti a tutta larghezza e il colore dominante è un punto di giallo che richiama quello della pietra di Nanto. Ogni riquadro è separato dall'altro da spaziature di giallo più scure o di bianco avorio. I lavori di abbellimento del prospetto di Vigna Contarena furono fatti eseguire nella prima metà del '700 da quel Marco Contarini, ambasciatore veneto a Vienna, che ordinò anche gli affreschi del salone.

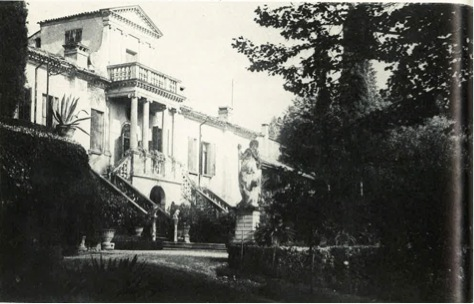
La villa negli anni trenta

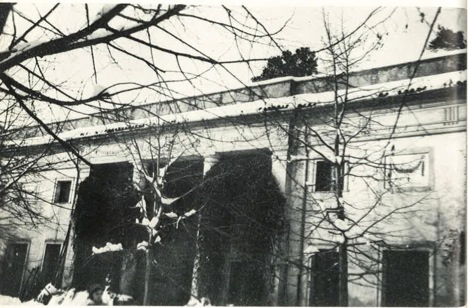
La barchessa negli anni trenta

## Piano nobile
Il piano nobile di Vigna Contarena, com'era d'uso nelle ville veneziane, ospita gli ambienti dove i nobili proprietari avevano le loro stanze private e le sale dove si intrattenevano con i numerosi ospiti. L'ingresso ufficiale al piano nobile avviene dalla facciata della villa esposta a mezzogiorno ed è costituito da un vano diviso in due parti: la prima ha le pareti rivestite di legno di colore scuro ed è sormontata da una fascia dipinta con scritte di benvenuto; su questa sezione si aprono le porte laterali di accesso alle stanze. Proseguendo verso l'interno, la seconda parte del locale d'ingresso conduce al salone. Il lato nord del piano nobile è delimitato, infatti, da un'unica ampia sala, mantenuta in penombra dagli alberi della collina sul retro della villa. Questo lungo corridoio, oltre a fungere da disimpegno per le stanze, assicura a tutto l'ambiente un eccellente fresco nella stagione estiva e giustifica, assieme al bel parco, le preferenze dei Contarini per la villa alla calura dei palazzi veneziani. Sul lato orientale, il salone conduce alla sala affrescata, mentre dall'altro lato collega il piano nobile al piccolo giardino recintato detto "orto segreto". Il salone ha una volta a botte sostenuta da diciotto vele che insistono su altrettante semi-lunette. Alcune di queste sono affrescate, altre erano ricoperte di dipinti su tela. Il pavimento è a quadroni di cotto gialli e rossi, con conglomerati a mandorla. L'arredamento doveva essere intonato al locale: cassapanche accostate alle pareti tra le porte e tra le finestre, sedie in noce dagli alti schienali, qualche poltrona e qualche scrittoio, dipinti e incisioni di piccole dimensioni sopra le cassapanche. Sul corridoio si affacciano i portali lignei delle stanze, apparentemente in pietra rossa. Le stanze del piano nobile sono tutte esposte a mezzogiorno, con vista sulle mura del castello. Partendo dall'ingresso principale, sulla destra si trovano le stanze dedicate alla vita sociale, mentre sul lato sinistro si susseguono gli ambienti privati delle stanze da letto.

### La sala da pranzo
Entrando, la sala da pranzo si trova immediatamente sulla destra. Il soffitto è ornato da un dipinto tardo cinquecentesco d'ispirazione mitologica raffigurante la caduta di Fetonte. Al di là delle estese ridipinture, in questa tela sembra di cogliere, secondo lo storico Giuseppe Pavanello, i modi di Paolo Fiammingo, allievo del Tintoretto.
Il mito narra che Fetonte, per far vedere ad Epafo che Apollo era veramente suo padre, lo pregò di lasciargli guidare il carro del Sole ma, a causa della sua inesperienza, i cavalli si imbizzarrirono e, correndo all'impazzata per la volta celeste prima salirono troppo in alto, bruciando un tratto del cielo che divenne la Via Lattea (questo è uno dei miti che spiegano l'origine della Via Lattea; ve ne sono diversi altri), quindi scesero troppo vicino alla terra, devastando la Libia che divenne un deserto. Gli abitanti della terra chiesero aiuto a Zeus che intervenne e, adirato, scagliò un fulmine contro Fetonte che, secondo una versione del mito, precipitò nella zona termale dei Colli Euganei, fra Abano Terme e Montegrotto. Le sue sorelle, le Eliadi, spaventate, piansero abbondanti lacrime con viso afflitto e vennero trasformate dagli dèi in pioppi biancheggianti. Le loro lacrime divennero ambra. Questa versione del mito è dovuta all'antico culto euganeo per il dio veneto Aponus, identificato con Apollo.
Al centro della stanza fa bella mostra di sé un imponente lampadario in vetro bianco di Murano.
Anticamente tra i mobili vi erano delle vetrine contenenti alcuni esempi di ceramiche bianche di Este, tra cui alcuni pezzi autentici del ceramista Girolamo Franchini, ora al Museo di Este.

### Il salotto
Proseguendo sulla destra si accede al grande soggiorno. Scomparso il dipinto posto a ornare la zona centrale, rimangono, a decorare la zona perimetrale, quattro tele bislunghe con le raffigurazioni di Giuditta con la testa di Oloferne, Giaele e Sisara, Davide e Golia, Sansone in lotta con i Filistei. I dipinti sono stati attribuiti dallo storico Giuseppe Pavanello al pittore lucchese Pietro Ricchi, che si cimenta qui su temi biblici, un filone tematico diffuso nel Seicento anche negli interni civili.
I dipinti, del tardo '600, appartengono alla scuola dei "Tenebrosi" iniziata da Antonio Zanchi (Este 1639 - Venezia 1722). "Tenebrosi" possono essere definiti sia per le tinte utilizzate, che preferiscono un forte chiaroscuro, sia per le scene tragiche che amavano rappresentare. Si può ipotizzare una committenza da parte di Marco Contarini "degli Scrigni", procuratore di San Marco, unitosi in seconde nozze con Pisana Corner, del ramo di San Maurizio, nel 1665. Può essere stata questa circostanza a indurre a ornare di tele la nostra stanza in Vigna Contarena? In tal caso si potrebbero giustificare, volendo, le scelte dei soggetti, ugualmente ripartiti fra eroi ed eroine dell'Antico Testamento, come pure potrebbe trovare spiegazione la presenza di altre due grandi tele nei soffitti di altre stanze. Al momento, scomparso il ciclo ad affresco di villa Pesaro a Preganziol, attestato da Boschini nella Carta del navegar pitoresco, siamo alla presenza dell'unico intervento di Pietro Ricchi conservato nelle ville venete. Il restauro di queste tele è avvenuto nel 1979 per iniziativa del Dott. Guido Caporali, ed è opera del pittore estense Antonio Sommacampagna. Le condizioni di conservazione non sono, purtroppo, delle migliori e anzi ridipinture e diffuse alterazioni cromatiche rendono oggi difficile un'adeguata percezione della stesura pittorica. Le tele in miglior stato di conservazione rappresentano le due scene che vedono protagonisti personaggi femminili - eroine che vengono a contrapporsi alle figure maschili -, in cui l'artista si applica nella resa di sottigliezze chiaroscurali. È una delle sue specialità, con risultati ancora godibili in Giuditta con la testa di Oloferne, rischiarata dalla lucerna posta in trompe-l'oeil sul bordo inferiore della tela. Volendo fare dei confronti, si pensi all'analogo dipinto del Museo di Castelvecchio a Verona, o all'altra Giuditta del Castello del Buonconsiglio a Trento, o agli esercizi di notturno dei Giocatori di carte o dell'Indovina. La destinazione dei dipinti per un soffitto ha indotto il pittore ad applicarsi nella resa dello scorcio, con corpi riversi al suolo, come lo sono quelle dei nudi di Sansone e dei Filistei.
Il primo dipinto rappresenta Giuditta e Oloferne: la vedova ebrea, famosa per la sua intelligenza, fa ubriacare il condottiero assiro e, assistita da una vecchia serva, gli mozza la testa, lasciando il suo esercito senza condottiero.
Il secondo dipinto rappresenta Giaele e Sisara. Quest'ultimo, generale canaanita sconfitto dall'esercito d'Israele, durante la fuga dai suoi inseguitori fu attratto da Giaele nella propria tenda. La sua sorte sarà di venire ucciso nel sonno con un picchetto della tenda conficcatogli nel cranio.
Il terzo dipinto rappresenta la storia di Davide, futuro re d'Israele, e Golia, grande guerriero filisteo. Il giovane Davide fu l'unico ebreo che accettò di battersi contro il capo dell'esercito nemico. Dopo aver colpito Golia alla testa lanciandogli un sasso con la fionda, Davide gli sottrae la spada e la utilizza per decapitarlo.
Il quarto dipinto rappresenta Sansone, eroe ebraico dalla forza strepitosa che, nella battaglia di Lechi, fa strage di un migliaio di Filistei colpendoli con una mascella d'asino.

### Stanza della Gloria Contarini
Questi ambienti sono decisamente più semplici di quelli dedicati alla vita sociale. Sul soffitto della prima stanza si può notare tuttavia un bel dipinto su tavola che rappresenta la celebrazione della Gloria Contarini, L'onore incoronato dalla remunerazione di scuola veneta della seconda metà del secolo XVII, restaurato nel 1979 su commissione del dott. Carlo Crisafulli.
Nella stanza attigua, sui portali delle tre porte di comunicazione, tre grandi cornici hanno ospitato fino al 1992 apprezzabili dipinti fiamminghi su tavola. Le tele visibili oggi sono opera di Cesare Pettinato.

### Salone da ballo
Per i suoi affreschi, Vigna Contarena può vantare le migliori decorazioni tra tutte le ville venete di Este e dei dintorni. 

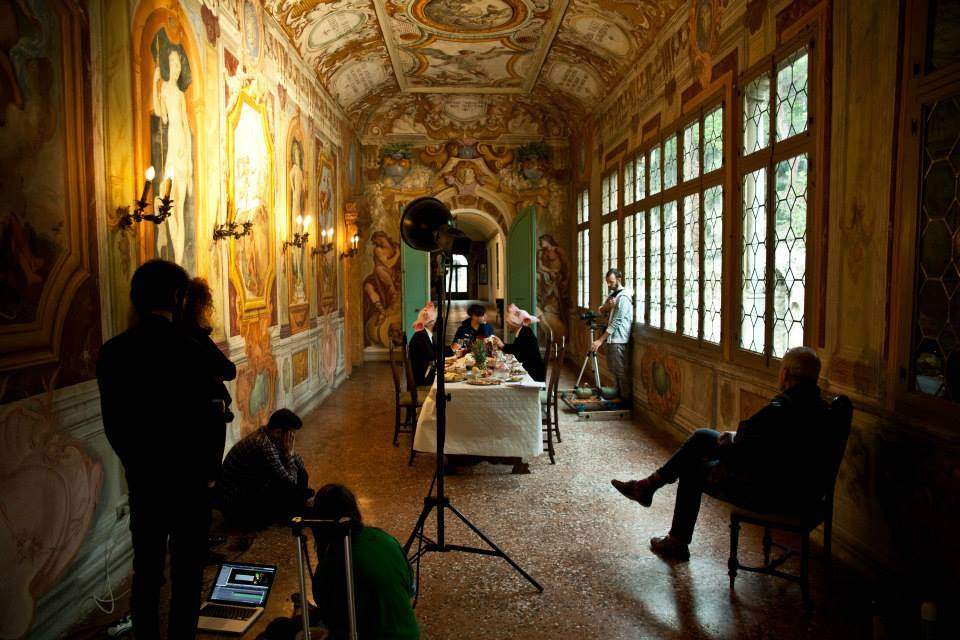
Video musicale ripreso nella sala affrescata

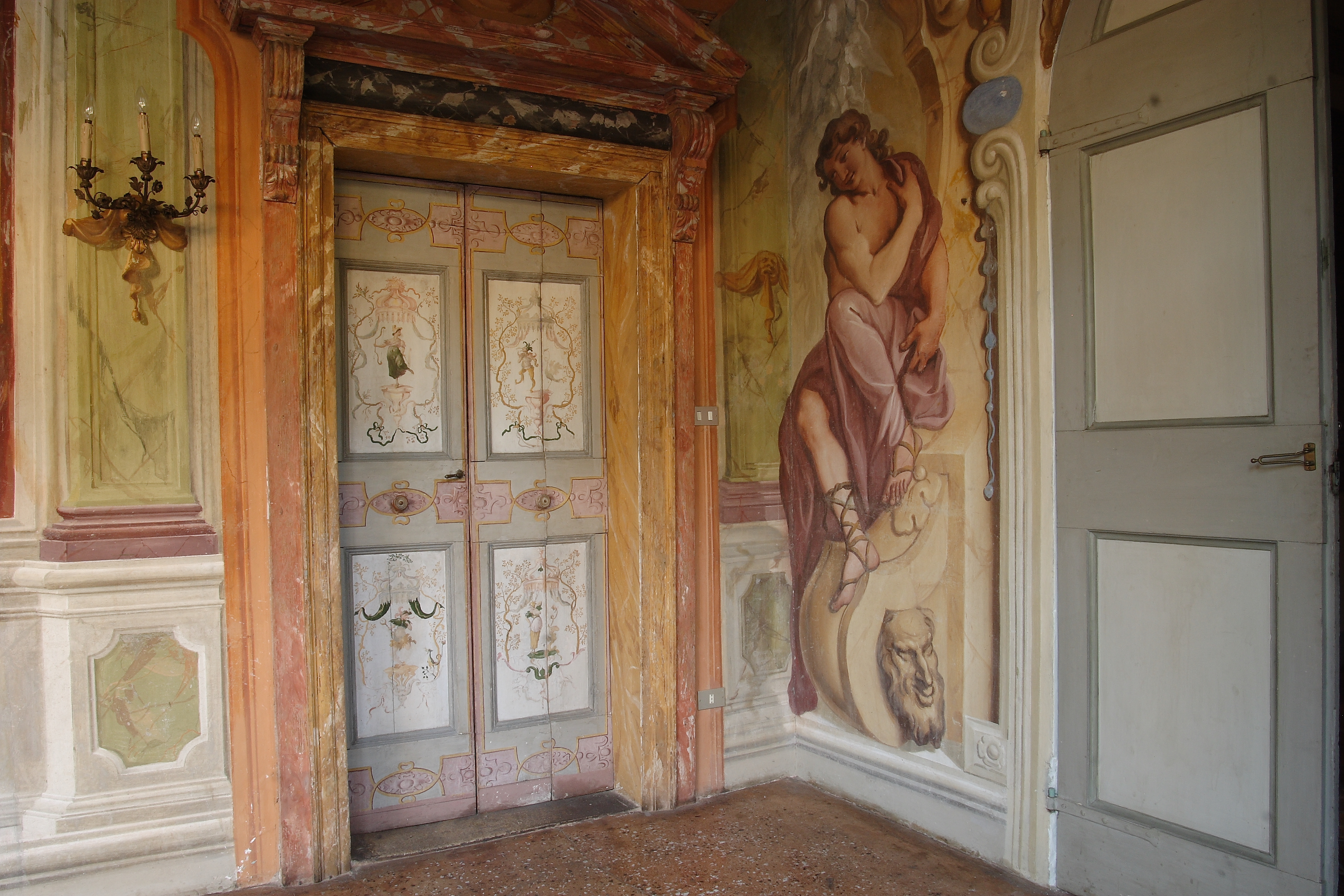
Affreschi nel salone da ballo

È nel suo nucleo più antico, situato nel lato orientale, che la villa custodisce i suoi ambienti più pregevoli: la sala da ballo, le tre stanzette affrescate e il porticato al pianterreno (la sala dei Fauni). Accanto alla sala delle eroine e degli eroi biblici dʼIsraele, una grande porta, come un arco di trionfo, segna l'accesso al festoso mondo pagano dell'antica loggia affrescata. Due fanciulle, ciascuna all'interno di una nicchia, accolgono l'ospite - una reggendo la colomba della pace.
Si entra così nella sala da ballo, una loggia ormai chiusa ma che un tempo consentiva di affacciarsi sull'esedra scavata nel retro della villa. Le finestre poste oggi a chiusura del loggiato sono successive, probabilmente tardo ottocentesche. Sul lato opposto alle finestre, con un gioco prospettico, la vista viene ingannata da dipinti di statue in nicchie raffiguranti da un lato, Apollo con la sua corona d'alloro, la cetra e l'arco; dall'altro lato, la sua sorella gemella, Diana, con la luna crescente accanto alla testa e la lancia in pugno. I figli gemelli di Giove e Latona, nati sull'isola di Delo, sono dipinti come se fossero due statue bianche e con piccoli accenni di chiaroscuro. Solo le parti non pertinenti alle figure sono dorate.
Diana aveva molte cose in comune col fratello, ad esempio come le morti improvvise degli uomini erano attribuite ad Apollo, quelle delle donne erano attribuite a Diana. Era la divinità della Luna, e signora della notte e dei suoi animali, nonché protettrice dei viandanti e loro guida, specialmente nei boschi.
Il ciclo di affreschi di questa grande parete racconta storie d'amore non corrisposto:

#### Affresco di sinistraDiana ed Endimione
Rappresenta Diana nell'atto di scendere dal cielo di notte per incontrare Endimione, il suo amante. Egli però è addormentato con il braccio dietro la testa, nella tipica posizione romana del sonno. Giove, infatti, nell'esaudire il desiderio della figlia di mantenere Endimione per sempre giovane, lo aveva fatto cadere in un sonno eterno, rendendo così impossibile l'amore tra i due.

#### Affresco centraleApollo e Dafne
Rappresenta una delle storie d'amore di Apollo. In questo episodio, Cupido l'ha colpito con una delle sue frecce d'oro, facendolo innamorare di Dafne. Lei però è stata raggiunta da una freccia di piombo, perciò non può ricambiare l'amore del dio. Apollo la rincorre per i boschi e le valli ma lei invoca la protezione del padre, la divinità Peneo. Questi, per impedire che la figlia venga catturata, la trasforma in un albero di alloro. Nella scena raffigurata, la metamorfosi non è ancora avvenuta e Dafne è rappresentata nell'atto di chiedere aiuto mentre Apollo la sta raggiungendo. È a causa di questo episodio che il dio viene spesso raffigurato con una corona d'alloro sul capo. Il monogramma "MC", che si trova sopra la scena di Apollo e Dafne, è attribuito invece a Marco Contarini, ambasciatore della Repubblica Veneta a Vienna nei primi decenni del '700.

#### Affresco di destraApollo e Coronide
Secondo il mito, Apollo si innamorò di Coronide mentre ella faceva il bagno in un lago. I due consumarono la loro passione, poi il dio andò via, lasciando un corvo "bianco" a guardia della ragazza. Coronide decise di sposarsi con Ischys, e il corvo, quando li vide assieme, volò da Apollo per riferire. Quando Apollo scoprì che Coronide era incinta, decise di punire il corvo, tramutandogli le piume da bianche in nere, poiché non aveva allontanato Ischys da Coronide.
Artemide uccise Coronide trafiggendola con un dardo, per vendicare il fratello disonorato. Apollo, però, decise di salvare il piccolo che Coronide aveva in grembo, e chiese ad Ermes di prenderlo dal corpo della madre. Apollo decise di dare al piccolo il nome di Asclepio.
Secondo il mito il semidio Asclepio ricevette dalla dea Atena il dono di cambiare il suo sangue con quello di Medusa la Gorgone. Da allora il sangue che sgorgava dalle vene del suo fianco sinistro era velenoso e portatore di sventure, ma quello del fianco destro aveva il potere di guarire qualsiasi malattia e persino di fare risorgere i morti, ciò fece arrabbiare sia Zeus che Hades, poiché l'afflusso dei morti dell'oltretomba diminuiva. (Secondo una variante del mito Asclepio inventò una tecnica di guarigione che gli permetteva di guarire ogni tipo di ferita ed ogni tipo di malattia, facendo addirittura risorgere i morti).
Proprio per questi poteri simili a quelli di un negromante, ovvero guarire i mali, riportare in vita i morti e garantire una vita straordinariamente lunga, Zeus decise di fulminarlo perché temeva che il particolare potere che Esculapio condivideva con gli uomini avrebbe potuto minacciare la fede negli dei, annullando di fatto la sostanziale differenza fra divinità e uomini, ovvero l'immortalità. Apollo però, si sentì oltraggiato per il trattamento severo riservato a suo figlio e si vendicò uccidendo i tre Ciclopi che forgiavano le folgori di Zeus. Per placare Apollo, Zeus rese Asclepio immortale facendolo diventare un "dio minore" (date le circostanze non era certo possibile riportarlo in vita), tramutandolo nella costellazione di Ofiuco. Dunque Asclepio, che era nato come semidio, divenne un dio sotto forma di costellazione.

#### Il soffitto
Il soffitto della sala da ballo è affrescato dalla stessa mano cui sono attribuibili le scene mitologiche della parete sud. Al centro della volta a botte, un ovale riporta la raffigurazione del trionfo della Casa Contarini: lo stemma con il monogramma “GC” di Giorgio Contarini, costruttore della villa, insieme alla corona nobiliare, è sorretto da un genio alato e accompagnato da simboli dellʼinfinito ciclo della vita, come il sole e la luna e il serpente che si mangia la coda.
Il soffitto è attorniato da ovali contenenti massime in latino. Nei due ovali d'estremità sono affrescate le scritte latine Bene vivere bis vivere (Trad. "Vivere bene vale vivere due volte") e Bene vivere et laetari (Trad. "Vivere bene ed essere lieto").
La mano che ha affrescato la volta e le scene di Apollo e Diana non sembra appartenere a un pittore eccelso. Ben più vigorosi, plastici e caldi sono gli affreschi che incorniciano le due porte di collegamento tra il corridoio interno e l'uscita orientale sul parco.
Quest'ultima parete era intaccata dall'umidità che stava per compromettere seriamente gli affreschi, ma nel 1979 un intervento conservativo ha riportato la sala all'antico splendore. Sopra alla porta di accesso al giardino è raffigurato Ercole con la leontea sulla testa, mentre su ciascun lato delle porte della sala affrescata, tra architetture, vasi di lapislazzuli e decorazioni dorate e in finto marmo, spiccano quattro giovani giganti: le pose, le masse muscolari e i toni di colore appaiono subito di un'altra felicissima mano.
Qualche autore la identifica addirittura con quella di Giulio Romano, il freschista di Palazzo Te a Mantova. Anche se non si può dar credito a tale attribuzione (il Romano morì nel 1546, molto prima cioè dell'ampliamento della villa), si potrebbe tuttavia assegnare l'opera a qualche allievo di quella scuola.
Il prof. Glauco Tiozzo, nella sua perizia del 1979, attribuisce le due brevi pareti a Sebastiano Ricci (Belluno 1659 - Venezia 1734), mentre la decorazione delle pareti lunghe e del soffitto sarebbero opera di un pittore veneto di fine Seicento.
Tra gli affreschi della parete meridionale della sala da ballo, due porte mettono in comunicazione con il nucleo antico della villa. Da una di queste porte, una scaletta interna conduce al piano superiore. Qui si trovano tre piccole stanze risalenti alla primitiva casa di caccia che costituiva il nucleo originario della villa.

## Il nucleo antico

### Casino di caccia e stanzette affrescate
In origine questi piccoli ambienti dovevano avere le pareti e i soffitti a volta decorati da mano esperta con figurine e stucchi. Nella prima delle tre stanzette si notano alle pareti dei riquadri che probabilmente incorniciavano cuoi incisi e/o dipinti all'uso veneziano. Nel corso del tempo questi abbellimenti sono andati perduti, ma il pregevole restauro del 1979 ha messo in risalto le spettacolari decorazioni a grottesca, i simpatici animali selvatici e da cortile che decorano tutti quattro i lati e la volta affrescata con richiami alle scienze astronomiche che ancora oggi colpiscono il visitatore.

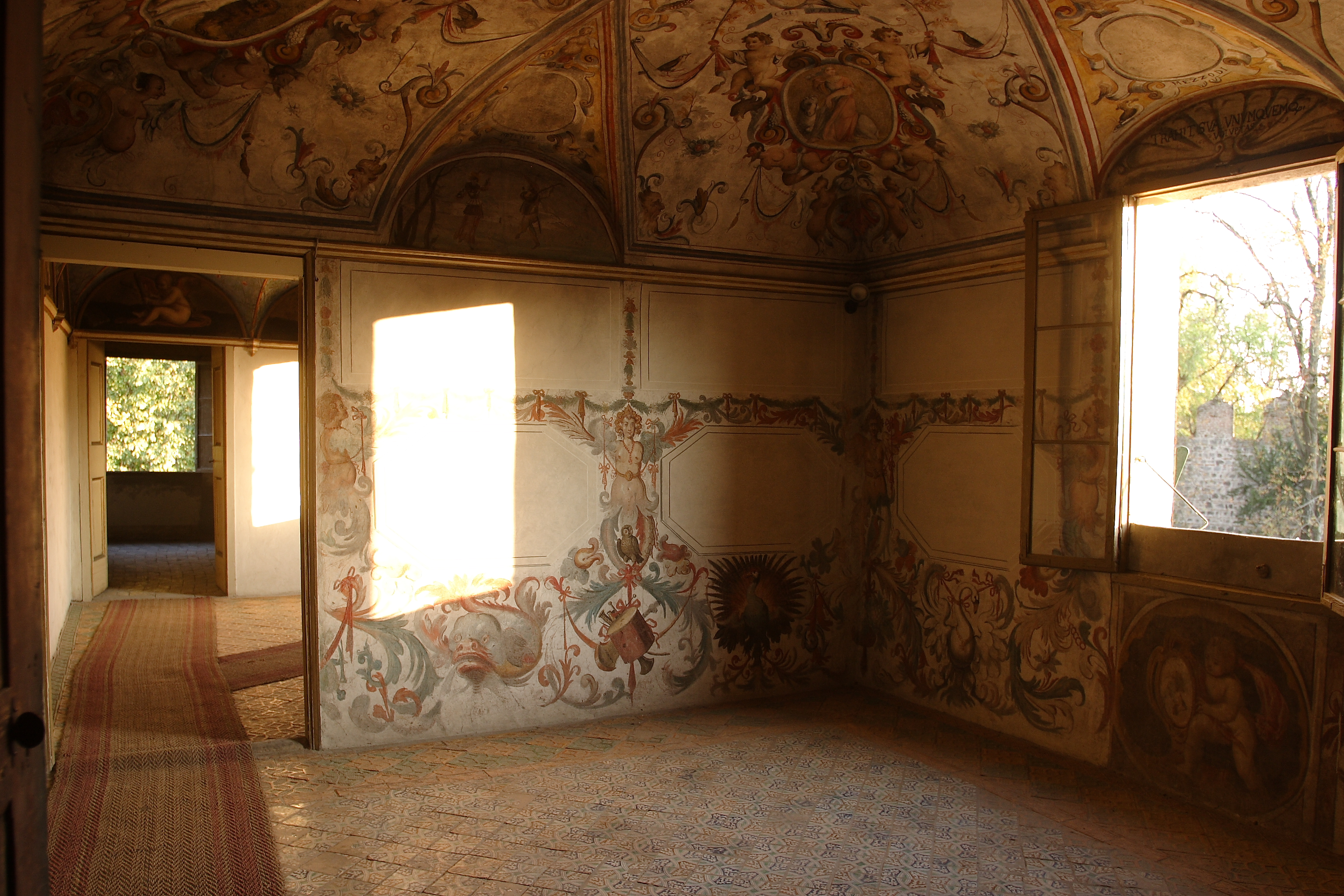
Le stanzette affrescate

Nella stanzetta attigua le volte a vela sono affrescate con una splendida tonalità di blu chiaro e impreziosite da lunette raffaellesche. Le pareti dovevano essere coperte da tessuti.
Questi primi due ambienti sono pavimentati con mattonelle persiane di maiolica del secolo XVII. L'ultima stanzetta, la più semplice, gode su due lati di una splendida vista sul parco e conserva fregi di legno scolpito.
Sempre secondo il Tiozzo, la piacevolissima decorazione di gusto campagnolo, con motivi a grottesche, animali, fregi e tele con putti inseriti dentro nicchie, è attribuibile a Giovanni Contarini (Venezia 1549 - 1604).

### Sala dei Fauni
Parte del nucleo antico di Vigna Contarena è costituito dal porticato al piano terra, esattamente sotto la sala da ballo. Chiuso oggi da grandi finestre, questo portico fu affrescato verso la metà del '500 da Battista Franco, detto il Semolei (Venezia 1498 - 1561). Il Tiozzo ne descrive la bella decorazione con scene mitologiche di Fauni incorniciate da quadrature e medaglioni. Tuttavia, è probabile che per secoli questo porticato sia stato usato come sbrattacucina poiché le volte del soffitto erano state coperte in gran parte da strati di calce e pittura e, fino al restauro del 1979, lasciavano solo intravedere qua e là le decorazioni affrescate. È possibile che la mano di bianco che le nascondeva alla vista risalisse addirittura alla pestilenza che infuriò a Este nel 1630 e che richiese una pulizia radicale degli ambienti, disinfestando le pareti con la calce.

## L'"orto segreto" (hortus secretus)

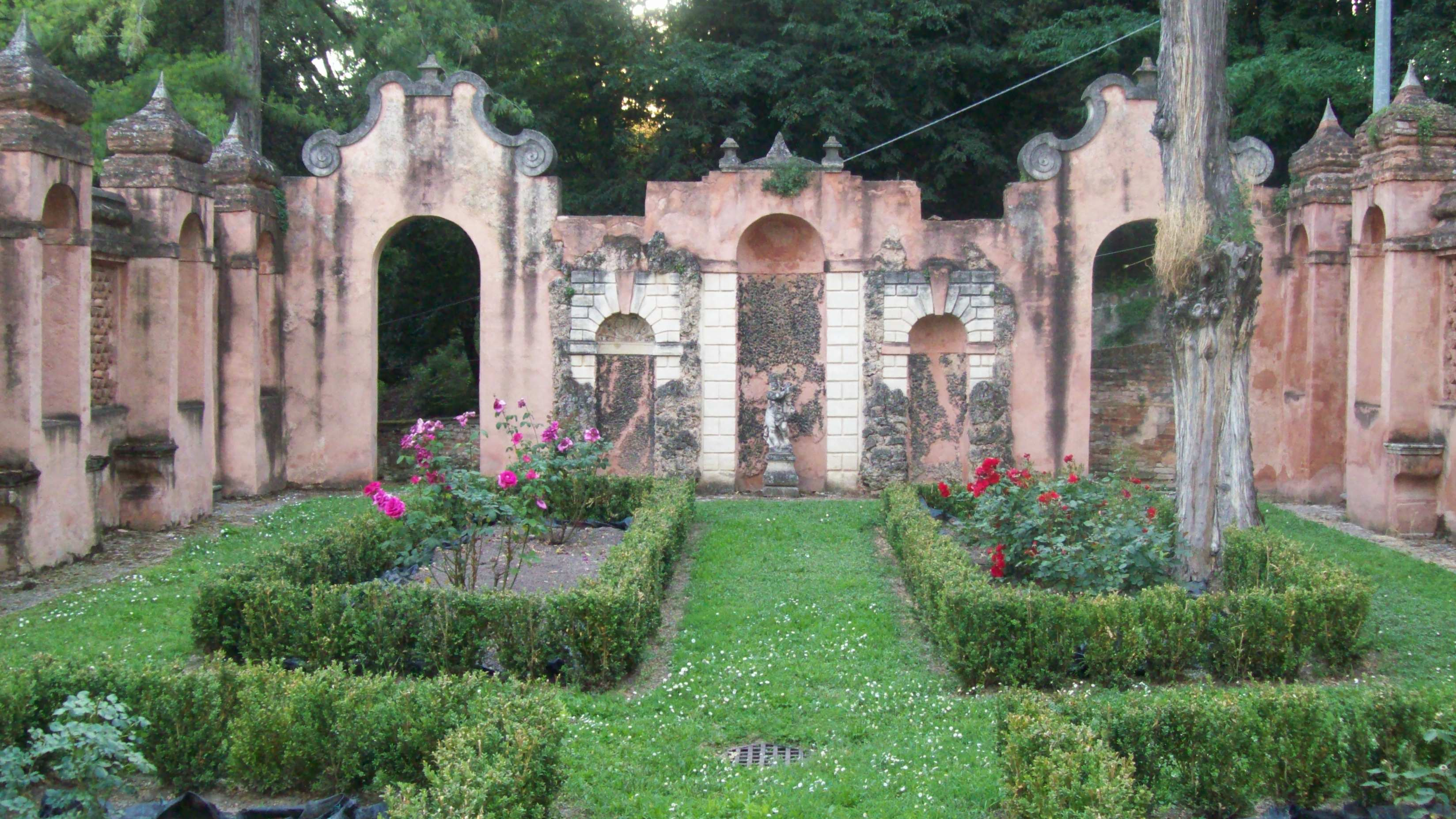
Orto segreto

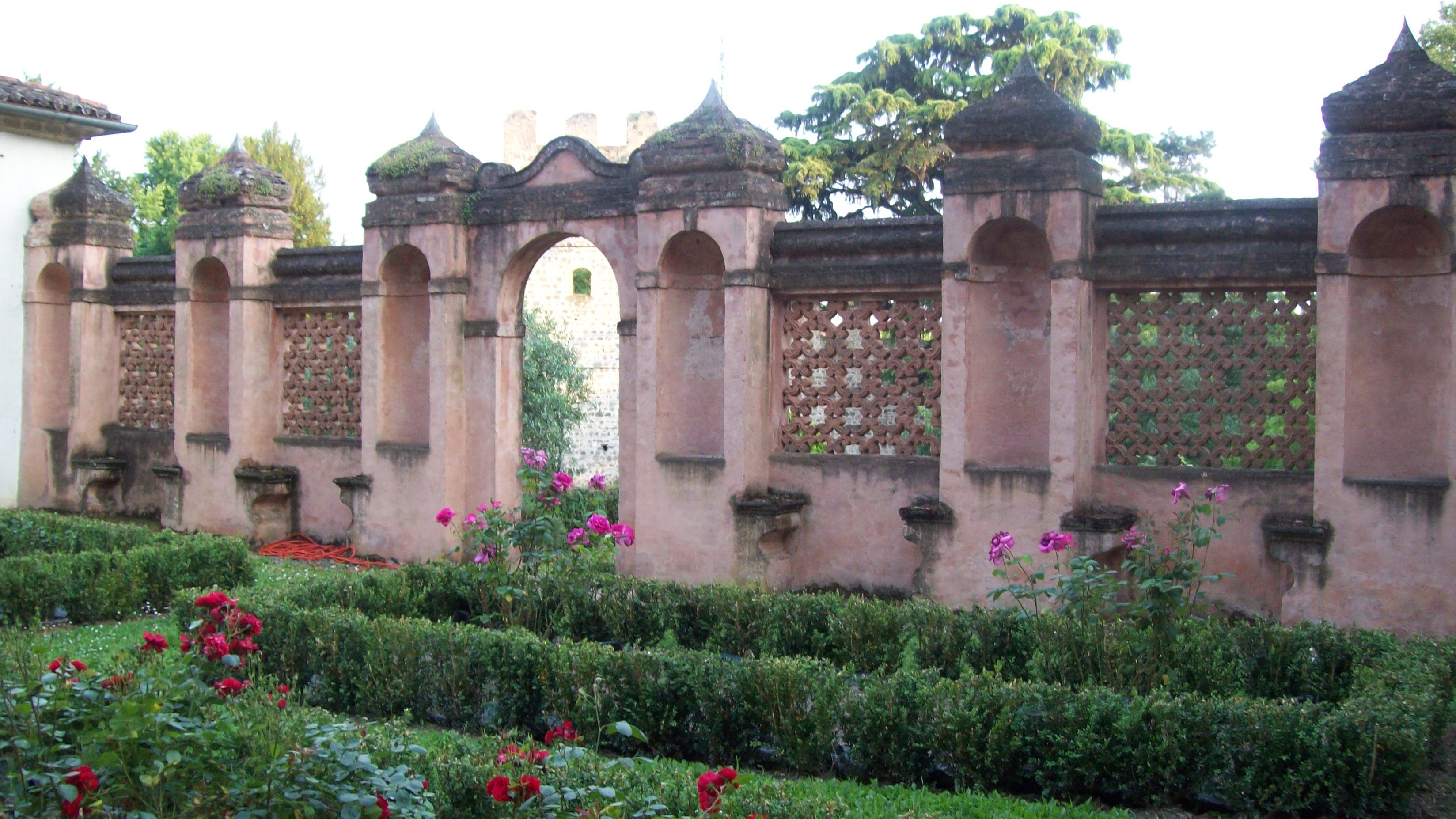
Orto segreto

All'altezza del piano nobile, sul fianco occidentale della villa, si trova l'"orto segreto", la cui denominazione va intesa nel senso latino di hortus secretus, cioè "giardino recintato". L'accesso dal piano nobile è arricchito da due affreschi di fanciulle che, girate di schiena, invitano ad uscire.
La piccola superficie è separata dal resto del parco da mura nel tipico stile dei giardini persiani (per esempio i giardini di Fin a Kashan). Tali giardini, erano alimentati d'acqua da canali sotterranei (qanat) e recintati non solo per separarli e proteggerne la lussureggiante vegetazione dall'arido deserto circostante, ma anche per riprodurre, con piante e animali, il giardino dell'Eden.
Le siepi di bosso dell'"orto segreto", disposte secondo il gusto del giardino all'italiana, sono state recentemente ripristinate e le sue aiuole racchiudono, ora come un tempo, rosai profumati.
All'interno dell'"orto segreto" è ancora possibile ammirare un imponente cipresso romano, sopravvissuto fino a oggi.
I lati più lunghi dell'hortus secretus sono caratterizzati da massicci pilastri alternati a finestroni forati in cotto rosso decorato. In modo simmetrico sono distribuiti sedili e nicchie. Il lato di fronte alla casa è mosso da una nicchia centrale che doveva ospitare una statua dai cui piedi zampillava una fontanella, e due nicchie più ridotte ai lati. Alle estremità di questa parte di recinzione, due archi conducono, con una scaletta, a un'altra sezione del giardino che, come una terrazza pensile, si protende verso le mura del castello e su via dei Cappuccini.

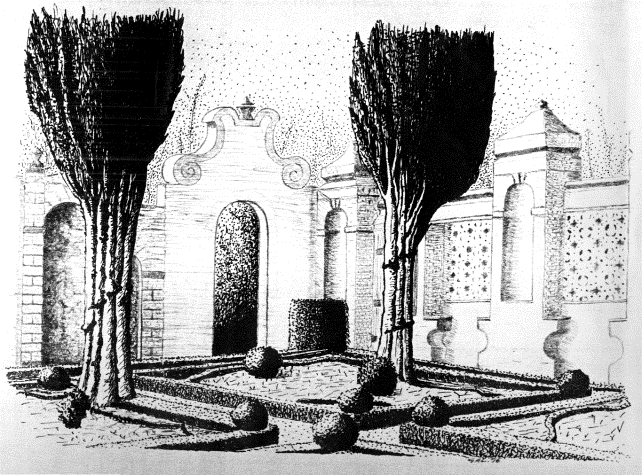
L'"orto segreto" in una vecchia incisione

L'architettura denota una felice intuizione ma, purtroppo, l'"orto segreto" è oggi privo delle statue di pietra ornamentali, lapidi e cippi romani d'alto valore archeologico che Giorgio Contarini aveva, con ingente dispendio, qui riunito da Aquileia, Salona (Dalmazia), Zuglio (Carnia), Padova, Feltre, Altino.
A detta dell'Orsato, parte di queste "anticaglie" provenivano dalla collezione dei Ramusi di Padova. Questi, rimpatriati dagli uffici svolti per conto della Serenissima nelle terre della Dalmazia, avevano portato con sé resti di statue e pietre incise. Probabilmente tra le anticaglie ospitate nelle nicchie dell'"orto segreto" vi erano anche reperti archeologici del territorio di Este.
Alcune pietre furono fatte incastonare dal Contarini nel muro di contenimento dell'"orto segreto" e sono visibili tuttora. I reperti rimasero a Vigna Contarena fino a che vi furono i Contarini e successivamente vennero in parte donati al Museo Nazionale Archeologico di Este dal conte di Haugwitz.
Ad esempio proviene dalla villa il blocco di marmo per urna cineraria scolpito con una scena di banchetto funebre che è conservato nella sala XI del Museo.

## Il parco

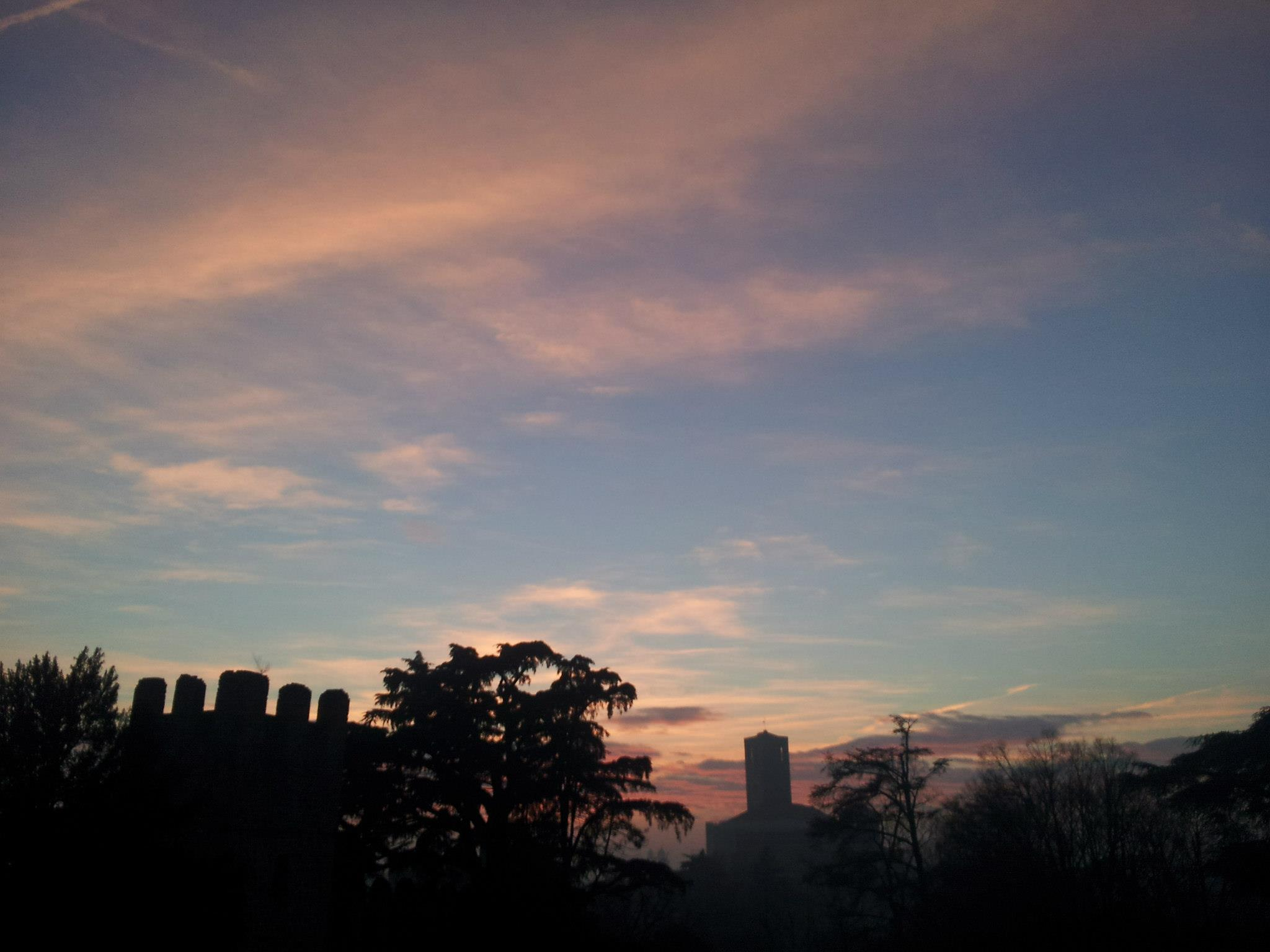
Tramonto

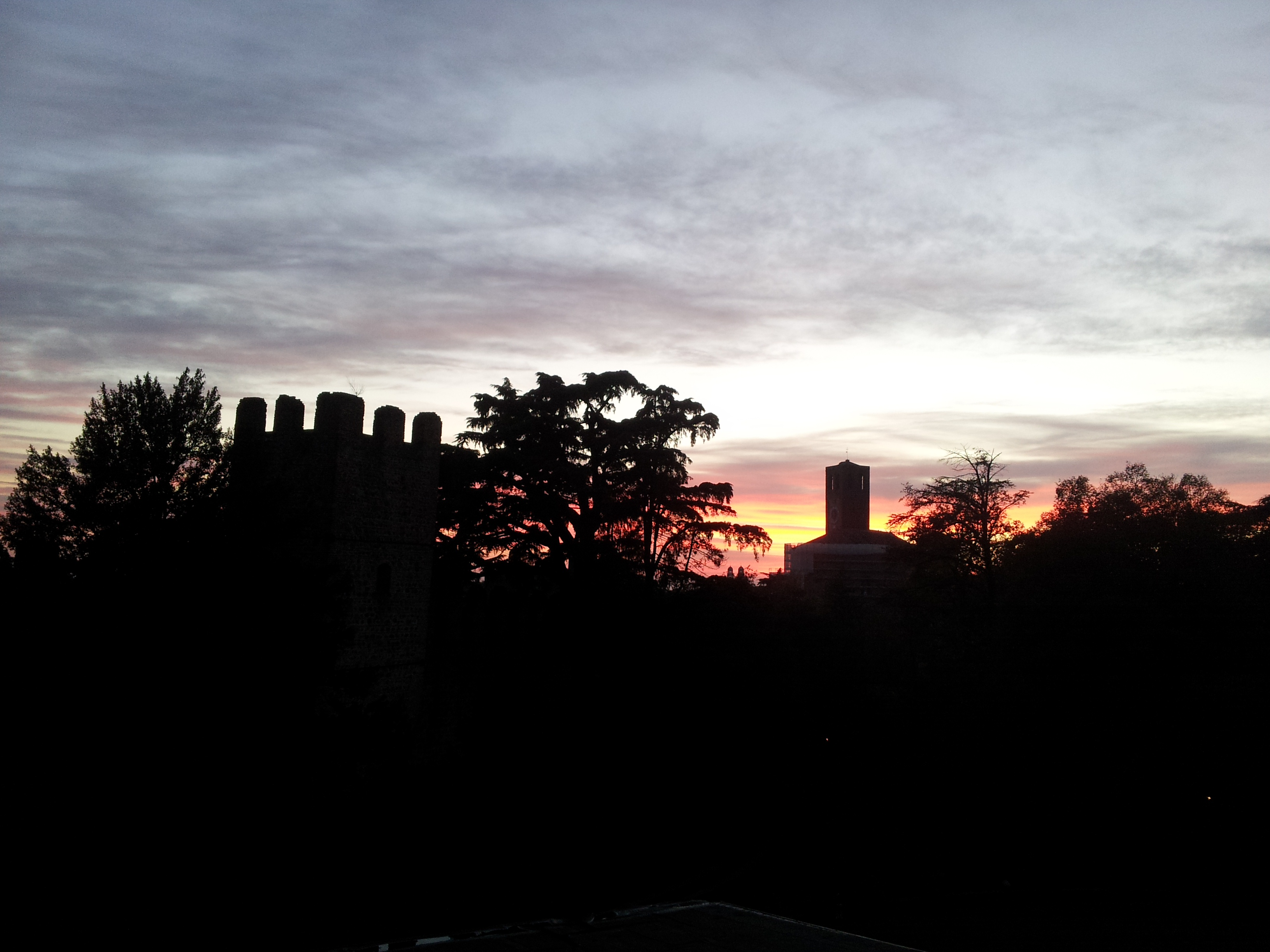
Tramonto

Il parco della villa è delimitato sul lato sud e sud-est dalle imponenti mura del Castello Carrarese, mentre il resto del perimetro corre quasi interamente lungo la pittoresca via dei Cappuccini.
Questo grande giardino gioca un ruolo fondamentale nel dare risalto all'architettura di Vigna Contarena. I grandi alberi secolari, gli olivi, i vasi in cotto con piante grasse, limoni e gerani, le siepi e i rampicanti avvolgono la villa in un'atmosfera ricca di profumi, fruscii e richiami di uccelli, dandole quel tocco bucolico che affascina, forse inconsapevolmente, i suoi ospiti.
Anche per questo, la villa è stata definita da Vittorio Cossato, giornalista de Il Giorno:
 
«Una gemma di eleganza architettonica nel verde castone del parco».

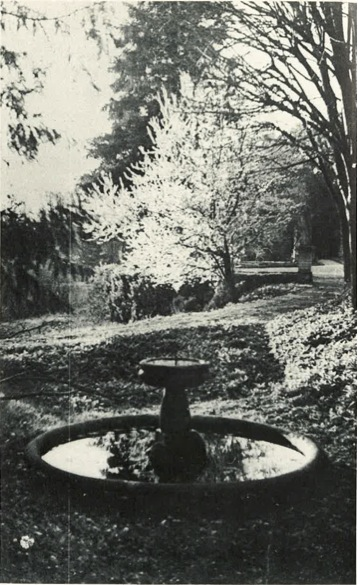
La fontana negli anni '30

Il patio antistante alla villa fu ottenuto con lo sterro di una parte di monte sul quale insiste il fabbricato e con il taglio della riva che sorregge l'"orto segreto". È un bello spiazzo semicircolare delimitato da una balaustrata in trachite che d'estate è abbellita con vasi di piante fiorite.
Alle estremità del muretto, su piedistalli sempre in pietra, sono collocate statue ornamentali settecentesche, all'uso delle ville venete.
Il lastricato centrale da cui partono le gradinate verso il piano nobile della villa è abbellito nella bella stagione con grandi piante di limoni. I loro fiori bianchi e profumati, le foglie verdi e lucide e i frutti di un giallo brillante rallegrano la vista della facciata.

## Il Prussiano
Di fronte al piazzale della villa, ai piedi di una torre laterale del castello, si scorge una cancellata di ferro battuto che recinta un angolo addossato alle mura medievali. Si tratta della tomba del conte Cristiano Enrico Curzio di Haugwitz, Ministro degli Esteri e poi Presidente del Gabinetto del re di Prussia Federico Guglielmo di Hohenzollern e in passato proprietario di Vigna Contarena.

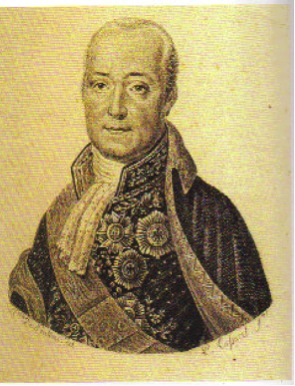
Il Prussiano

Gli Estensi lo hanno sempre chiamato, familiarmente, "Il Prussiano". Abile diplomatico, toccò l'apice della sua carriera politica riuscendo a porre la Prussia come mediatrice nella guerra vinta da Napoleone ad Austerlitz nel 1805 e firmando il trattato di Pillnitz che fece cedere l'Hannover alla Prussia. Ciò nonostante, l'alleanza difensiva stabilita con l'Imperatore dei Francesi sollevò malcontenti tali da far estromettere l'Haugwitz dal potere dopo la sua partecipazione al trattato di Schoenbrunn. L'Haugwitz fu richiamato al potere per la guerra della quarta coalizione contro la Francia ma la battaglia di Jena (1806), in cui i Prussiani subirono una tremenda sconfitta, fece tramontare definitivamente la stella del Ministro. Egli tentò di giustificare la sua politica con il libro Frammenti di memorie inedite ma, dato anche lo strapotere di Napoleone e le sorti in cui era piombata la Prussia, l'unica strada che gli rimase fu l'esilio.
Non è noto come il conte abbia saputo di Este. Forse a Schoenbrunn conobbe qualche eminente austriaco che gli menzionò la sua bellissima posizione sulle colline euganee, il suo castello, o, forse, ne venne a conoscenza per la fama "romantica" di cui Este godeva nel mondo intellettuale e che già aveva ispirato i poeti Byron e Shelley, in passato ospiti della vicina Villa Kunkler. Ad ogni modo il conte, avendo dedicato tutta la vita alla res publica e non avendo una famiglia, qui approdò in una data imprecisata del suo tramonto politico. Il conte dimorò a Vigna Contarena quasi due anni, solendo ricevere gli ospiti e restituendo le visite alla nobiltà austriaca che dominava in queste zone. Tra le sue conoscenze più strette vi era il barone Kunkler, vicino di casa, che aveva una figlia giovane e simpatica, verso la quale il suo cuore si sarebbe acceso di passione e voglia di vivere. Il conte aveva superato i sessant'anni, ma si dice che il cuore non invecchi mai. Le visite si fecero più frequenti e, per abbreviare la distanza tra Vigna Contarena e villa Kunkler, il Prussiano fece aprire nel muro di cinta verso l'alta via dei Cappuccini una porticina in ferro che ancora oggi esiste. Non si sa quanto sia durata questa storia, né se il conte abbia fatto breccia nel cuore della baronessina. Sicuramente nozze non furono celebrate e, probabilmente, la giovane restò del tutto indifferente al corteggiamento del conte. Quest'ultimo, ormai vecchio e solo, non pensò tuttavia a vendette, ma anzi a come restare per sempre vicino alla sua amata.

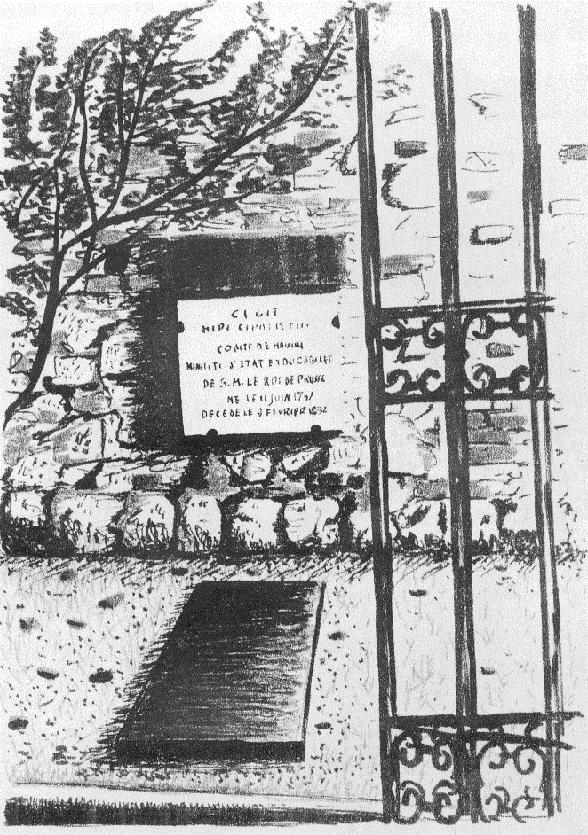
La tomba del Prussiano (stampa)

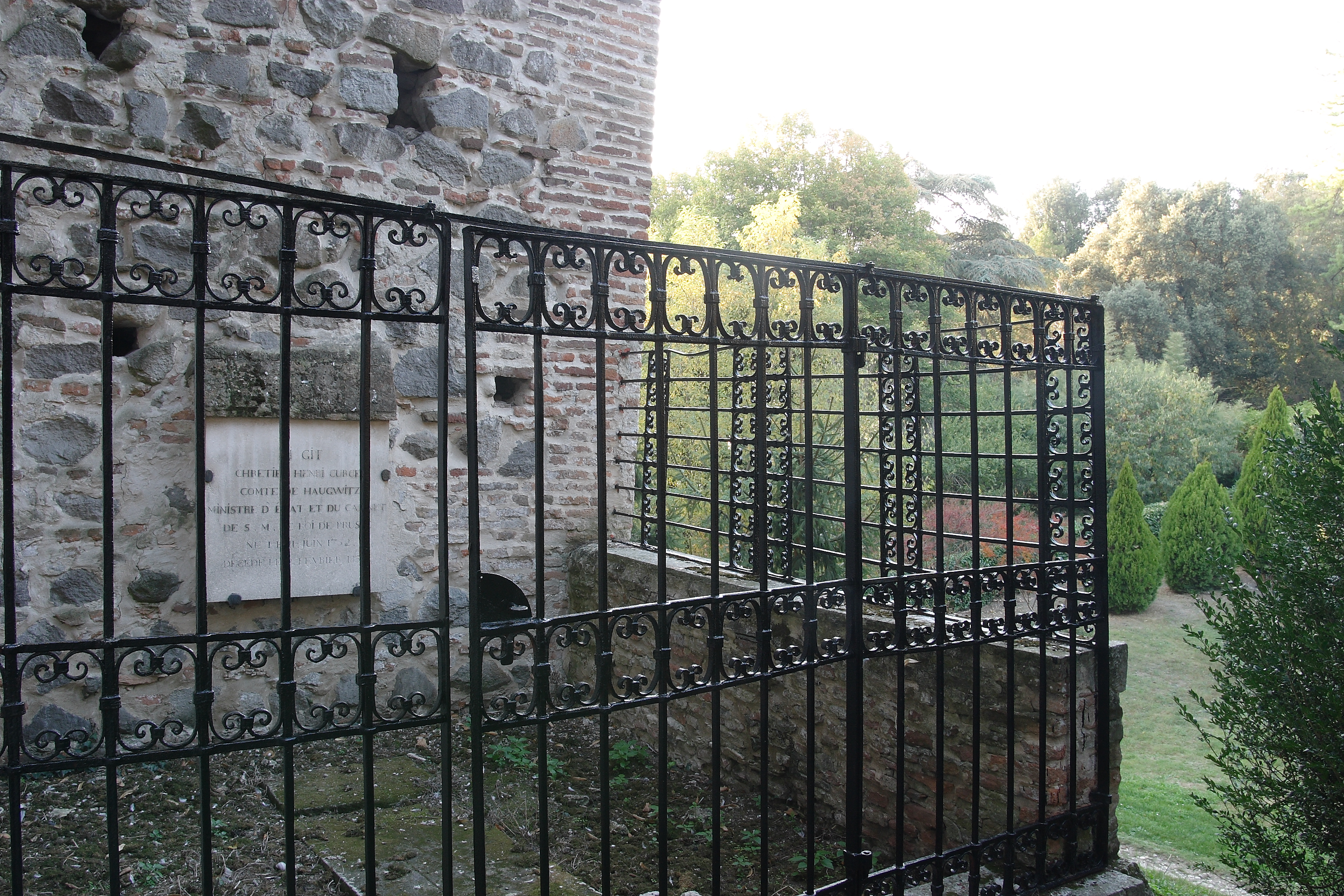
La tomba del Prussiano

Tale romanticheria, che in quell'epoca faceva eco alla letteratura di Byron e del primo Goethe, non era tuttavia facilmente realizzabile giacché le disposizioni napoleoniche, ormai diffuse in molti Paesi europei, ingiungevano di seppellire i morti in luoghi distanti dai centri abitati.
Il conte, deciso nel suo intento, certo non mancava di capacità diplomatica e, avvalendosi delle sue conoscenze e della memoria del suo rango, così scrisse il 27 agosto 1827:
«… Ho sempre accarezzato il desiderio di avere per mia estrema dimora un posto scelto da me stesso. Nei miei possedimenti di Slesia e Polonia tengo più di un piacevole recinto scelto con impiantagioni fatte da me stesso a tale scopo. Così non dovrebbe avvenire giacché nei dintorni di Este io posseggo una piccola proprietà dove seguii tosto la stessa idea e ne creai un posto per le mie spoglie terrene in un luogo adatto sotto ogni aspetto…»
Della corrispondenza per avere questa concessione, intrapresa dal conte di Haugwitz cinque anni prima della sua morte, quando egli risiedeva stabilmente a Este, è rimasta traccia in documenti ora conservati nella raccolta del Gabinetto di Lettura atestino.
La morte lo colse a Venezia il 9 febbraio 1832 e il suo corpo, trasportato ad Este, fu seppellito nel recinto della villa.
Con il passare degli anni la tomba ha perso il carattere funereo che accompagna l'idea della sepoltura e si è integrata nell'ambiente circostante, grazie al verde che cresce intorno alla pietra e alle piante che ombreggiano il sito. Sul muro, la lapide di marmo candido reca la scritta:
CI GIT
CHRETIEN HENRI CURCE COMTE DE HAUGWITZ
MINISTRE D'ETAT ET DU CABINET DE S.M. LE ROI DE PRUSSE
NÈ LE 11 JUIN 1752
DECEDÈ LE 9 FEVRIER 1832

## Leggende
In tempi alquanto remoti si accennava alle concubine che qualche giovane Contarini si sarebbe portato da Venezia per allietare gli ozi della villeggiatura.
La lingua salace della servitù e i pettegolezzi dei nobili ospiti provvedevano a divulgare i capricci e alimentare le dicerie: un passatempo che riempiva le lunghe ore estive...Doveva trattarsi però di vicende abbastanza usuali per la gioventù titolata di quel tempo, tanto che, di curioso o singolare, pare non sia rimasto nulla.
Si racconta ancora che le curiose decorazioni delle stanzette affrescate, con uomini barbuti dal seno prosperoso o figure dalla sessualità ambigua siano dovute al gusto di un nobile Contarini di orientamento "misto". Ma anche queste inclinazioni erano tutto sommato abbastanza diffuse nella Venezia del '600.
Una romantica leggenda racconta che il conte di Haugwitz abbia voluto essere seppellito in piedi, avvolto solo da un lenzuolo bianco, lo sguardo rivolto in direzione di villa Kunkler per guardare per l'eternità al sospirato, irraggiungibile amore. Nelle notti di primavera, tra gli alberi in fiore e alla luce della luna che illumina l'angolo della torre, è talvolta possibile scorgere lo spirito del conte di Haugwitz passeggiare sulle mura del castello rimirando immerso nei pensieri le finestre della vicina villa Kunkler.
Probabilmente è solo fantasia, ma a Vigna Contarena questo tocco romantico dona molto ed è bene conservarlo prima che ogni traccia di romanticismo scompaia per sempre nel vortice dell'oblio, sotto l'irrisione sarcastica del realismo contemporaneo.

## Epilogo
Nel clima di serenità, di sicurezza e di benessere che nel Cinquecento si era creato nel contado padovano, la villeggiatura in campagna era diventata una consuetudine.
Ricchi patrizi e famiglie borghesi nell'estate e nell'autunno emigravano dalla metropoli lagunare verso le ville sparse nella terraferma. Qui dedicavano le loro giornate a piacevoli incontri, a gite e battute di caccia, alle dotte dissertazioni con artisti e umanisti, emulandosi spesso a vicenda nello sfoggio delle eleganze più ricercate e delle trovate più originali.
Talvolta, nella ricerca degli artisti più celebrati, per abbellire le loro ville e per suscitare le meraviglie degli ospiti, dilapidavano patrimoni faticosamente accumulati dagli avi, tanto da far scrivere all'arguto Goldoni un significativo versetto, come se l'avo parlasse dalla tomba:
«Donde uscì tanta boria? E quale ha gradola mia famiglia, che la Brenta solchicon tal trionfo, e si vòti lo scrigno?»
Era però una società aperta, accogliente e profondamente umana, con molto genio e qualche sregolatezza.
Amava il bello e conosceva l'arte di vivere bene: quell'arte che un Contarini del ramo degli Scrigni aveva voluto che fosse rammentata ai posteri, in lingua latina, sul soffitto della galleria affrescata di Vigna Contarena:
Bene vivere bis vivere
Bene vivere et laetari

## I Contarini
Per forza di cose, le vicende dei Contarini toccano solo di sfuggita questa breve illustrazione. Essa è però una famiglia di origine antichissima che vanta di discendere dal senatore romano Aurelio Cotta, prefetto del Reno, e di aver partecipato all'elezione del primo doge, tenutasi a Eraclea nell'anno 697. Al tempo della serrata del Maggior Consiglio (1297), provvedimento col quale la Serenissima escluse di fatto dal governo le famiglie di recente ricchezza, i Contarini furono iscritti all'albo d'oro dell'aristocrazia primigenia di Venezia quali appartenenti al gruppo delle "case vecchie".
Diedero alla Repubblica ben otto Dogi, tra i quali i più noti per virtù civili e militari rimangono:
- Andrea: eletto al soglio dogale nel 1367, sconfisse la flotta genovese nella guerra di Chioggia;
- Domenico: nel 1403 conquistò la Dalmazia espugnando Zara; riprese Grado al patriarca di Aquileia ed eresse la chiesa e il monastero di San Nicolò al Lido;
- Nicolò: nel 1631 ordinò che venisse costruita la chiesa della Salute, affidandone il progetto al Longhena;
- Carlo: nel 1655 sconfisse i Turchi ai Dardanelli, liberando la flotta veneziana che correva il rischio di venire distrutta.

Nei secoli, la casata Contarini si arricchì di glorie militari e di virtù civili per l'opera dei suoi dogi, dei suoi cardinali, dei suoi procuratori di San Marco, dei suoi capitani da mar. Con lo stesso cognome e con diversi patronimici, ben 18 rami famigliari dei Contarini gestirono la cosa pubblica acquisendo, nei secoli, numerose benemerenze.
L'unica eccezione fu Andrea Contarini, denominato Giacomo per non confonderlo con l'omonimo doge, il quale venne condannato nel 1430 alla decapitazione tra le due colonne della Piazzetta San Marco: avendo chiesto, senza ottenerlo, il Capitanato del Golfo, egli attese il doge Foscari all'ingresso della Basilica di San Marco per aggredirlo. Il doge ne sortì con una grave ferita al naso e il ramo al quale Andrea Contarini apparteneva assunse il patronimico di Contarini dal Naso.
Altro ramo fu quello dei Contarini dal Bovolo a San Paternian, chiesa nella quale possedevano l'altare del Crocefisso, con la tomba di famiglia ai piedi dell'altare stesso. Per l'accesso al loro palazzo a San Paternian fecero costruire una scala esterna a chiocciola, progettata da Marco Lombardi su ordinazione di Giovan Battista, Marco e Nicolò Contarini.“...Prestantissimi et virtuosi senatori, detti dal Buovolo per una scala insigne, tortuosa, fatta tutta di marmo, con colonne e volti, coperta tutta di lastre di piombo, per la quale si ascende in giro, chiamata comunemente scala in buovolo, in cuppole e corridori, fabbricata con eccellente ordine di architettura e con spesa incredibile...” (Marin Sanudo). Un altro ramo è quello dei Contarini da Corfù, chiamati così per via di un loro antenato, generale d'armi a Corfù.
Questi possedevano due palazzi riuniti nei pressi dei SS. Gervasio e Protasio: il primo, eretto nel secolo XIV, dalla caratteristica forma archiacuta; un altro, disegnato da Vincenzo Scamozzi nel 1605, che costituiva la dimora abituale del ramo Contarini dai Scrigni. Questo per i numerosi scrigni che, secondo il Fontana, erano conservati nel palazzo di campagna che sorgeva al centro della borgata di Piazzola. Palazzo eretto in un primo tempo dai Carraresi e passato nel XV secolo ai Contarini in virtù del matrimonio fra Nicolò Contarini da San Cassiano, celebre giureconsulto, e Maria da Carrara, figlia di Giacomo, la quale con istrumento che reca la data del 1418, portò in dote al marito i villaggi di Piazzola, S. Angelo e Sala.
Come già accennato, l'aristocrazia veneziana aveva la consuetudine di trascorrere in campagna i mesi dedicati ai raccolti e alla vendemmia. Nella zona dei Colli Euganei, i Contarini possedettero tre ville ad Este, due ad Arquà, una a Monselice e una a Valnogaredo. Furono i Contarini del ramo di San Benedetto e del Traghetto a costruire in quest'ultimo borgo la loro dimora di campagna. Nel 1560 vi eressero una casa dominicale e misero a coltura e a frutto vaste pendici boscose, bonificando l'intera valle. Nel 1758 l'antica casa venne arricchita da splendidi affreschi del Guarana, una pala del Maggiotto e statue di raffinata fattura. La proprietà passò poi ai conti Zorzi di Vicenza e ai conti Rota, e appartiene oggi all'antiquario Piva.
Accadde anche che, durante una delle sue villeggiature a Este, Luigi Contarini del ramo Porta di Ferro, o della Vigna, fu elevato alla massima carica politica della Serenissima: nel 1676 egli fu chiamato a succedere al neoeletto doge Giovanni Sagredo, contestato dal popolo e sgradito per la sua avarizia. Il Maggior Consiglio aveva annullato l'elezione di Sagredo e sciolto il collegio dei 41 grandi elettori. Al nuovo ballottaggio, uscì il nome di Luigi Contarini e, da quel momento, la sua villa a Este assunse il nome di villa del Principe.
Progettato da Vincenzo Scamozzi, questo palazzo ha una struttura molto caratteristica, con un frontone a forma di bastione rivolto a nord, verso il monte Murale, una sala a croce greca verso la pianura e, su ogni facciata, un portale con gradinata. Successivamente, nel 1710 a Este fu in auge Carlo Contarini, procuratore di San Marco, il quale contribuì alla ricostruzione della chiesa maggiore della città, assumendosi le spese per un'intera cappella laterale del tempio.
Dalle memorie di quel periodo del canonico Da Vò, sappiamo che l'altare in questione è il secondo di sinistra, dedicato nel 1715 a san Carlo Borromeo e che costò quasi mille ducati (alcune decine di migliaia di euro al cambio d'oggi). Il Contarini, oltre a sostenere tutte le spese per le feste nel giorno della consacrazione, volle affidare l'altare a un cappellano, il quale beneficiò di un onorario di cento ducati l'anno. Sul timpano della decorazione ottenne di mettere lo stemma di famiglia, visibile ancora oggi. Un altro Contarini, Giulio, nel 1775 prestò i suoi buoni uffici presso il Magistrato dei Cattaveri in Venezia affinché fossero assegnati al Duomo di Este i frammenti di una statua di bronzo rinvenuti in lavori di scavo sul sagrato della chiesa e descritti dallo storico estense Isidoro Alessi.
Con i frammenti furono eseguiti un crocefisso e sei candelabri di ottone che, secondo la liturgia precedente l'attuale, adornavano l'altare maggiore.